# チワワちゃん
『チワワちゃん』は、岡崎京子による日本の短編集である。なお、岡崎京子による同名の短編漫画も本稿で取り扱う。

## 書誌情報
- 角川書店, 1996年（平成8年）, （YOUNG ROSÉ COMICS DELUXE）, ISBN 4-04-852687-1.
- 角川書店, 2004年（平成16年）, （単行本コミックス）, ISBN 4-04-853689-3.
  - 1994年（平成6年）から1995年（平成7年）の間に発表された短篇5篇及び書き下ろし2篇の短篇集[1]。
- 角川書店, 2018年（平成30年）,  (あすかコミックDX）, ISBN 9784041078488. 
  - チワワちゃんの他、LOVE, PEACE & MIRACLE　-紙の上のスライドショウ-、夏の思い出、チョコレートマーブルちゃん、GIRL OF THE YEAR、空を見上げる　-あとがきにかえて-、好き？ 好き？ 大好き？ を収録した短篇集[2]。

## 映画
2019年1月18日に実写映画版が公開された。岡崎の漫画を原作とする映画としては、『ヘルタースケルター』『リバーズ・エッジ』に次ぐ3作目となる。R15+指定作品。

### あらすじ（映画）
東京でパリピを行っていた若者グループがいた。その中のマスコット的存在であった女性が、東京湾でバラバラ死体で発見された。残された仲間たちは、彼女との思い出を語りだす。しかし、その誰もが「チワワちゃん」と呼ばれた彼女の素性も、本名さえも知らなかった。

### キャスト
ここでは、映画（映画版オリジナル以外）での設定について記す。

#### 若者グループ
ミキ / 加藤美樹（かとう みき）
演 - 門脇麦
本編における主人公。東京出身で、ヨシダの元カノ。グループ内のファッションリーダー。
ヨシダ
演 - 成田凌
ミキの元カレでチワワちゃんの彼氏。
カツオ / カツタマサノブ
演 - 寛一郎
茨城出身の大学生。ヨシダの親友。ムードメーカーで優しく、ナガイの恋を見守る。
ユミ / ヨシノマユミ
演 - 玉城ティナ
岩手出身のペットショップ店員。アキラの彼女。チワワとは一番仲が良かった。
チワワちゃん / 千脇良子（ちわき よしこ）
演 - 吉田志織
看護学校生。ヨシダの彼女で、本編におけるキーパーソン。年末に起こったバラバラ殺人事件の被害者。
ナガイ / ナガイヨシユキ
演 - 村上虹郎
映画監督志望のカメラマンアシスタント。大阪出身。チワワに片思いしている。
キキ / キダキクコ
演 - 仲万美
横浜出身のダンサー。サヤカの親友。ミキとは予備校で知り合う。
サヤカ / ナダサヤカ
演 - 古川琴音
川崎在住の学生。キキの親友。高校時代､ミキとキキにナンパされる。
アキラ
演 - 上遠野太洸
ユミの彼氏。見た目はチャラいが男前な一面も時折見せる。

#### その他
ハラダ / ハラダシンジ
演 - 篠原悠伸
パーティーでチワワと知り合う。愛知出身。
サヨコ / フクイサヨコ
演 - 松本妃代
ハラダの彼女。島根出身。
クマ / ホンダユウキ
演 - 松本穂香
熊本出身の大学生。書店でアルバイトしている。キキの弟子。
シマ / シマアキヒロ
演 - 成河
溜まり場のミュージックバー「sedgwick」のマスター。広島出身。チワワの相談相手。
ユーコ / 鈴木裕子（すずき ゆうこ）
演 - 栗山千明（友情出演）
ファッション誌のライター。千脇良子殺害事件の真相を追っている。
サカタ / サカタジョー
演 - 浅野忠信
有名カメラマン。チワワちゃんの恋人。

### スタッフ
- 原作：岡崎京子「チワワちゃん」（KADOKAWA刊）
- 監督・脚本・編集：二宮健
- 主題歌：Have a Nice Day!「僕らの時代」
- 挿入歌：Pale Waves「Television Romance」
- 製作：間宮登良松、瀬井哲也、堀内大示、小佐野保、清水啓司
- エグゼクティブプロデューサー：加藤和夫、岡本東郎
- 企画・プロデュース：岡田真
- プロデューサー：山邊博文、行実良、岡本圭三、矢田晃一
- 音楽プロデューサー：濱野睦美
- 宣伝プロデューサー：井野元直子
- 撮影：相馬大輔
- 照明：佐藤浩太
- 美術：小泉博康
- 録音：反町憲人
- 装飾：伊藤悟
- キャスティング：杉野剛
- スタイリスト：前田勇弥
- ヘアメイク：中山有紀
- サウンドデザイン：浅梨なおこ、野村みき
- 助監督：山下久義
- 制作プロダクション：ギークサイト
- 企画協力・配給・宣伝：KADOKAWA
- 企画：東映ビデオ
- 製作：「チワワちゃん」製作委員会（東映ビデオ、VAP、KADOKAWA、ギークピクチュアズ、東映エージエンシー）